# Rocky's Filj
Rocky's Filj foi um grupo de rock progressivo italiano ativo nos anos 1970. A denominação deriva do nome do vocalista, Rocky Rossi. 

## História
O Rocky' Filj se fez conhecer graças à sua participação como grupo de abertura de um tour do Banco del Mutuo Soccorso. Anteriormente havia publicado somente um 45 rotações, em 1971, sob um nome ligeiramente diferente, "Roky's Fily". Graças à favorável impressão, o grupo conseguiu assinar um contrato com a gravadora Ricordi e, em 1973, entrou em estúdio para realizar o seu primeiro e único álbum.
O disco, intitulado Storie di uomini e non é um bom produto de jazz-rock que sai um pouco do cânone do gênero, haja vista a ausência de teclado. E pelo fato que as músicas são todas cantadas. Em particular, ressaltam-se os duetos de sax e guitarra.
As premissas eram ótimas e o grupo teria conseguido êxito no panorama jazz-rock italiano, mas um dos componentes terminou nas malhas da justiça sendo preso por dirigir sem carteira. O grupo permaneceu parado por alguns anos, para voltar a criar, em 1979, um 45 rotações de escasso sucesso. Depois, a banda se dissolve.
O cantor Rocky Rossi morreu, em 1985, em um acidente automobilístico. O baterista Colasante tocou nos discos da Delta Blues Band, em 1979, e no grupo funky Midnight Band, em 1980, enquanto o guitarrista Roby Grablovitz continuou a tocar no norte da Itália com uma cover band de sucessos dos anos 1970, criando também um CD como solista, em 2005, intitulado Speranze d'artista e publicado pela Acid Studio.
O baixista, Luigi Ventura, após o rompimento da banda, cultivou o seu talento em favor da descoberta de novos artistas no mundo da arte contemporânea, divulgando com grande gosto e conhecimento o seu saber.

## Formação
- Rocky Rossi - voz, aerofone
- Roby Grablovitz - guitarra, flauta
- Rubino Colasante - bateria
- Luigi Ventura - baixo elétrico, trombone
- Beppe Ugolotti - segunda guitarra/baixo

### 33 rotações
- 1973: Storie di uomini e non (Dischi Ricordi, SMRL 6115; reeditado em CD em 2003)

### 45 rotações
- 1971: Ingrid/Lo spettro (Cobra Records, CB 002; come Roky's Fily)
- 1979: Astrocar/Come una nuvola (Shirak, SRF 4514)